# Ichneumon longicornis
Ichneumon longicornis is een vliesvleugelig insect (orde Hymenoptera) uit de familie van de gewone sluipwespen (Ichneumonidae). De wetenschappelijke naam van de soort werd in 1789 gepubliceerd door Charles Joseph Devillers.

## Homoniemen
Voor Ichneumon longicornis Gmelin, 1790 zie Ichneumon gouldae Kittel, 2016